# Chalcidique (péninsule)
Pour l’article homonyme, voir Chalcidique (district régional).
La Chalcidique (en grec, Χαλκιδική, transcrit Khalkidhikí et parfois Halkidiki), dans l'Antiquité Chersonèse Chalcidique soit « péninsule des Chalciens », se situe au Nord de la Grèce s'avançant dans la mer Égée. Les Grecs nomment cette région « le paradis secret de la Grèce ».

## Géographie
Faisant partie de la région géographique de Macédoine, la Chalcidique est partagée entre le district régional de Chalcidique qui couvre la plus grande partie de la péninsule et le district régional de Thessalonique au nord.
La mer Égée forme plusieurs golfes et mers : le golfe Thermaïque au sud-ouest, la mer Égée proprement dite au sud et les golfes Strymonique et de Ierissós de la mer de Thrace au nord-est. La Chalcidique avance trois étroites péninsules parallèles qui sont d'ouest en est celles de Cassandre ou Pallène, de Sithonie et d'Actée ou Athos, séparées respectivement par les golfes Toronéen et Singitique. Au nord, la Chalcidique est délimitée par une dépression allongée reliant les golfes Thermaïque et Strymonique et dans laquelle se logent les lacs Coronie et Volvie.
Elle compte plusieurs sites antiques : Olynthe, Potidée, Stagire et Acanthos.

## Mythologie
Dans la mythologie grecque, les géants défièrent les dieux grecs pendant la gigantomachie, dont plusieurs phases eurent lieu en Chalcidique. Ainsi le mont Athos serait un rocher massif que le géant Athos aurait jeté contre Poséidon, mais qui serait tombé dans la mer Égée. Selon une autre version de ce combat, Poséidon aurait créé la péninsule d'Actée pour y enterrer le géant vaincu.

## Histoire

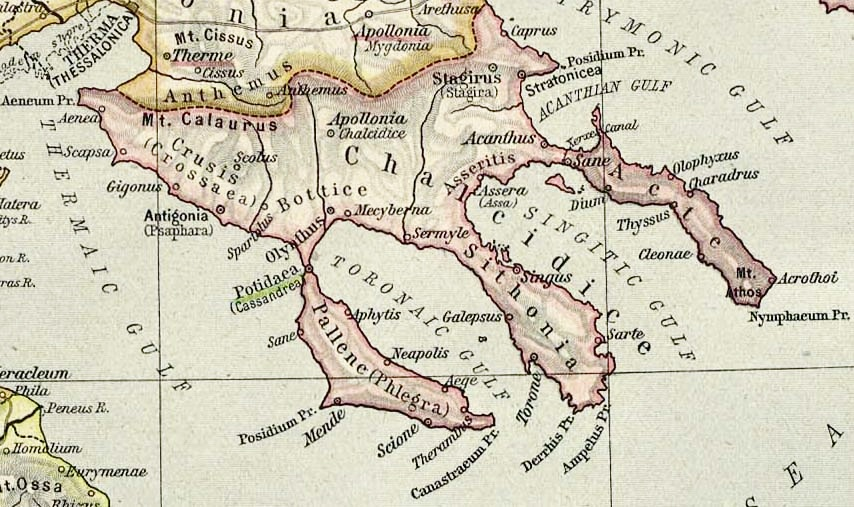
Carte de la Chalcidique antique

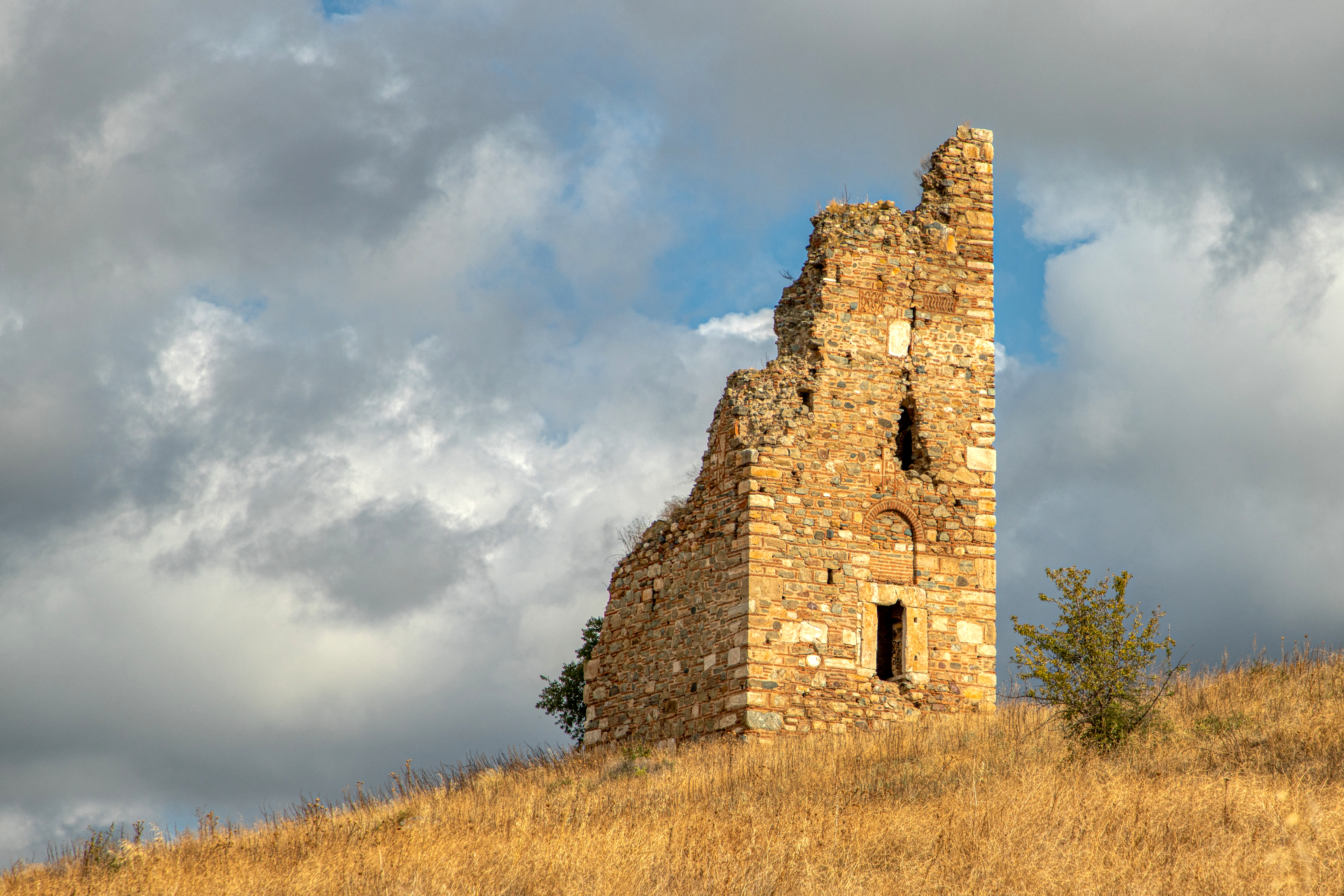
Tour médiévale en ruine en Chalcidique. Octobre 2020.

Pour les Grecs de l'Antiquité, jusqu'aux règnes de Philippe II et d'Alexandre III le Grand, la péninsule était une partie de Thrace.
Le nom de cette péninsule initialement de peuplement pélasge fait référence à la ville de Chalcis (« cuivreuse ») en Eubée, dont étaient originaires les premiers colons grecs dès le VIIIe siècle av. J.-C.. Des chercheurs considèrent que Chalcidique est dérivé de Χαλκιδικόν γένος, un groupe grec  qui se serait établi dans la région pendant les migrations du IIe millénaire av. J.-C.. En effet, des marchands grecs sont en contact avec la région dès les siècles obscurs (1200-800 av. J.-C.). Des chercheurs ont suggéré que Chalcidique serait dérivé du grec ancien χαλκός / khalkós (« cuivre ») en raison de la richesse des ressources minérales dans la région.
Les peuples préhelléniques établis dans la péninsule et son arrière-pays étaient des tribus édoniennes (en). On trouvait aussi, dans la partie occidentale de la péninsule, les Bottéiens et, dans la péninsule d'Aktè, des Pélasges, Tyrséniens, Bisaltes et Crestoniens.
À l'époque archaïque, les Chalcidiens d'Eubée, les Érétriens, les Andriens et les Corinthiens, attirés par les ressources en bois et en métaux de Chalcidique, y installent des colonies :
- les Chalcidiens : à Toronè[9],[10] ;
- les Érétriens : à Mendè[9],[11], Aphytis et Dikaia ;
- les Andriens : à Acanthos[12], Sané[13], Stagire et Argilos[14] ;
- les Corinthiens : à Potidée[9],[15].

Lors de la Seconde Guerre médique, les cités de Chalcidique fournissent des contingents à l'armée de Xerxès Ier le Grand. Hérodote relate que, lors de l'invasion perse de la Thrace en 492 avant notre ère, la flotte du commandant perse Mardonios a perdu 300 navires et 20 000 hommes, en raison d'un fort vent du nord, en tentant de contourner la Chalcidique. La même mésaventure arriva en 411 avant notre ère à la flotte de Sparte, qui perdit ici 50 vaisseaux sous le commandement d'Epiclée. Strabon mentionne pour sa part les villes de Dion et d'Akrothoon.
Après 478 avant notre ère, les cités de Chalcidique adhèrent à la Ligue de Délos. En 432 avant notre ère, Potidée, les Chaldiciens et les Bottiéens se révoltent contre Athènes avec l'appui de Perdiccas II, roi de Macédoine, formant la Ligue chalcidienne qui prend fin en 348 avant notre ère. Pendant la période romaine, la Chalcidique, depuis longtemps hellénisée, est rattachée à la province de Macédoine et ultérieurement à la « préfecture prétorienne » d'Illyrie (ὑπαρχία τῶν πραιτωρίων, έπαρχότης Ἰλλυρικοῦ ou praefectura praetoriana Illyricum), qui subsiste après la division de l'Empire romain en l'an 395.
En 610, la péninsule, désormais christianisée, accueille quelques tribus slaves et les autorités impériales, qui à ce moment sont aux prises avec les Perses sassanides à l'est et les Avars au nord, préfèrent les engager comme vassaux et mercenaires, plutôt que de les voir s'allier aux Avars comme sur le Danube. À leur tour ces slaves s'hellénisent. L'Empire romain d'Orient (que nous appelons « byzantin » depuis le XVIe siècle) institue ensuite des « thèmes », préfectures à la fois civiles et militaires : la Chalcidique fait partie du « thème » de Thessalonique jusqu'à sa conquête par les Latins à la suite de la quatrième croisade.
Elle est ensuite disputée entre le royaume latin de Salonique, le royaume bulgaro-valaque, l'empire serbe, le despotat grec d'Épire et l'empire byzantin reconstitué qui la garde jusqu'en 1430, lorsque la Chalcidique est conquise par les turcs ottomans : elle fait dès lors partie de la Grèce ottomane pour plus de quatre siècles. Au sein de l'empire turc, elle fait partie jusqu'en 1826 de l'eyalet de Roumélie puis, de 1826 à 1864, de celui de Salonique et, enfin, de 1864 à 1913, du vilayet de Salonique. Par le traité de paix de Bucarest du 10 août 1913 qui met un terme à la deuxième guerre balkanique, la Chalcidique est rattachée au royaume de Grèce. Durant l'occupation de la Grèce pendant la Seconde Guerre mondiale, la péninsule est la seule région grecque conjointement occupée par les troupes allemandes et bulgares.
Depuis l'époque byzantine à nos jours, sous tous les pouvoirs qui s'y sont succédé, la Chalcidique a accueilli, sur la péninsule d'Actée ou Athos, la communauté monastique du mont Athos, communauté de monastères orthodoxes sous l'obédience du patriarcat œcuménique de Constantinople, bénéficiant d'un statut d'autonomie au sein de l'État grec et de l'Union européenne.

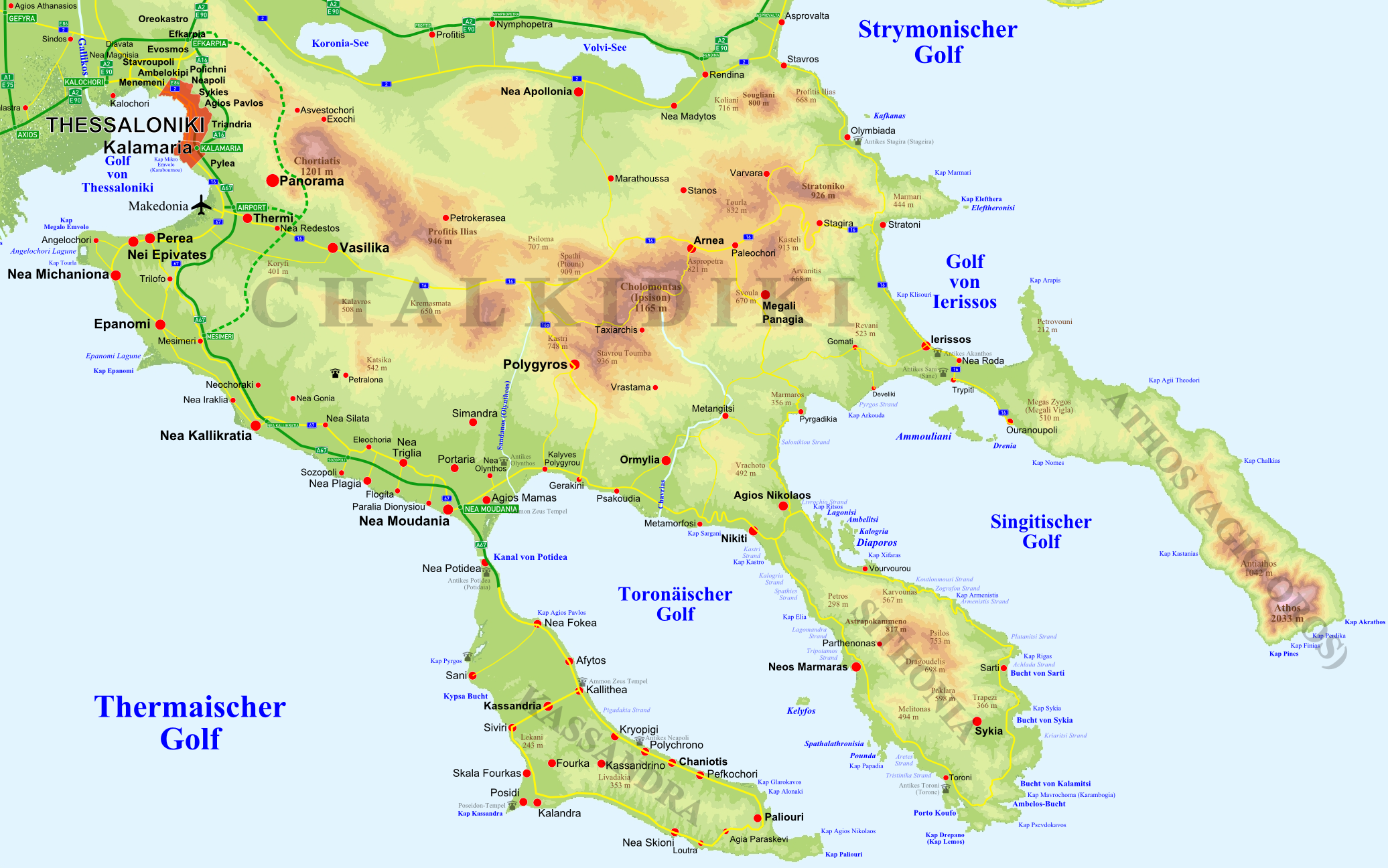
Carte physique de la Chalcidique.

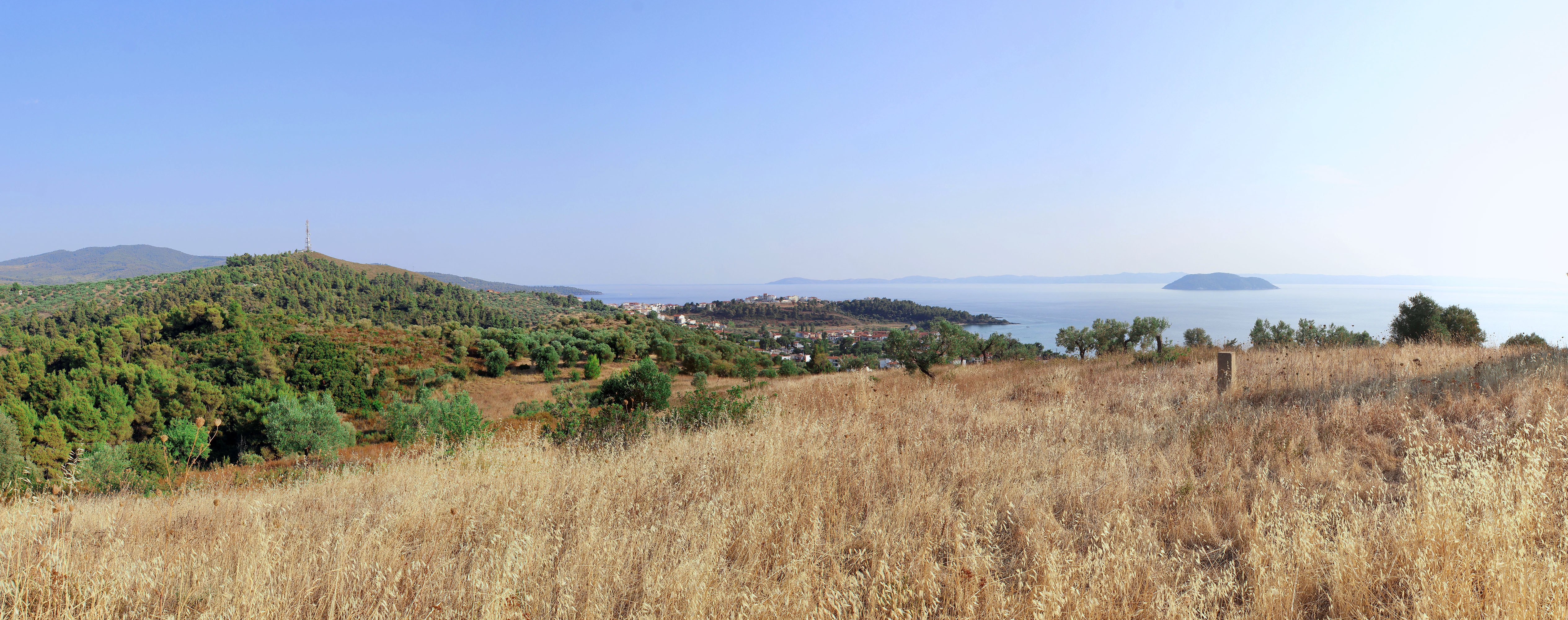
Vue de la ville de Neos Marmaras et de l'île de Kelyfos.